# Krementjuk rajon
Krementjuk rajon (ukrainsk: Кременчуцький район, tr. Krementjutskij rajon) er en af 4 rajoner (distrikt) i Poltava oblast i Ukraine, hvor Krementjuk rajon er beliggende i den sydvestlige del af oblastet omkring byen Krementjuk.
Rajonen har et areal på 6.106 km2
og et indbyggertal på 399.400 (2020) indbyggere. Det administrative centrum er byen Krementjuk med 215.271(2022) indbyggere.

## Eksterne links
- Wikimedia Commons har flere filer relateret til Krementjuk rajon